# A Magyar Filmakadémia életműdíja
A Magyar Filmakadémia életműdíja elismerés a 2014-ben alapított Magyar Filmdíjak egyik különdíja, melyet a Magyar Filmakadémia ítél oda 2019-től minden évben öt olyan művésznek, akik nevüket beírták a magyar filmtörténelembe. Az elismeréseket első alkalommal az 5. Magyar Filmhét megnyitóján osztották ki.
A díjjal járó, hat darab nyolcágú csillagból összeállított trófea Varga Viktor ötvösművész alkotása.

## Díjazottak
| Év        | Díjazott               | Foglalkozás          | Megjegyzés                                               | Forrás          |
| --------- | ---------------------- | -------------------- | -------------------------------------------------------- | --------------- |
| 2019 (4.) | Andorai Péter          | színész              |                                                          | [ * 1 ]         |
| 2019 (4.) | Bánsági Ildikó         | színész              |                                                          | [ * 1 ]         |
| 2019 (4.) | Bodrogi Gyula          | színész              |                                                          | [ * 1 ]         |
| 2019 (4.) | Koncz Gábor            | színész              |                                                          | [ * 1 ]         |
| 2019 (4.) | Venczel Vera           | színész              |                                                          | [ * 1 ]         |
| 2020 (5.) | Béres Ilona            | színész              | Szabó István lett volna az ötödik díjazott, lásd forrás. | [ * 2 ] [ * 3 ] |
| 2020 (5.) | Cserhalmi György       | színész              | Szabó István lett volna az ötödik díjazott, lásd forrás. | [ * 2 ] [ * 3 ] |
| 2020 (5.) | Eperjes Károly         | színész              | Szabó István lett volna az ötödik díjazott, lásd forrás. | [ * 2 ] [ * 3 ] |
| 2020 (5.) | Pécsi Ildikó           | színész              | Szabó István lett volna az ötödik díjazott, lásd forrás. | [ * 2 ] [ * 3 ] |
| 2021      | Bereményi Géza         | rendező              |                                                          | [ * 4 ]         |
| 2021      | Mécs Károly            | színész              |                                                          | [ * 4 ]         |
| 2021      | Moór Marianna          | színész              |                                                          | [ * 4 ]         |
| 2021      | Tordai Teri            | színész              |                                                          | [ * 4 ]         |
| 2022      | András Ferenc          | rendező              |                                                          | [ * 5 ]         |
| 2022      | Hildebrand István      | operatőr             | posztumusz                                               | [ * 5 ]         |
| 2022      | Huszti Péter           | színész              |                                                          | [ * 5 ]         |
| 2022      | Rofusz Ferenc          | rendező              |                                                          | [ * 5 ]         |
| 2022      | Szakács Györgyi        | jelmeztervező        |                                                          | [ * 5 ]         |
| 2022      | Udvaros Dorottya       | színész              |                                                          | [ * 5 ]         |
| 2023      | Esztergályos Cecília   | színész              |                                                          | [ * 6 ]         |
| 2023      | Mészáros Márta         | rendező              |                                                          | [ * 6 ]         |
| 2023      | Reviczky Gábor         | színész              |                                                          | [ * 6 ]         |
| 2023      | Romwalter Béla (Richy) | producer             |                                                          | [ * 6 ]         |
| 2023      | Ternovszky Béla        | rendező              |                                                          | [ * 6 ]         |
| 2024      | Deimanik Tamásné Baba  | fénymegadó           |                                                          | [ * 7 ]         |
| 2024      | Elek Judit             | rendező              |                                                          | [ * 7 ]         |
| 2024      | Gulyás Buda            | operatőr             |                                                          | [ * 7 ]         |
| 2024      | Selmeczi György        | zeneszerző           |                                                          | [ * 7 ]         |
| 2024      | Piros Ildikó           | színész              |                                                          | [ * 7 ]         |
| 2025      | Bordán Irén            | színésznő            |                                                          | [ 3 ]           |
| 2025      | Demjén Ferenc          | dalszövegíró, énekes |                                                          | [ 3 ]           |
| 2025      | Gálffi László          | színész              |                                                          | [ 3 ]           |
| 2025      | Koltai Lajos           | operatőr, rendező    |                                                          | [ 3 ]           |
| 2025      | Makó Mari              | casting direktor     |                                                          | [ 3 ]           |
| 2025      | Piroch Gábor           | kaszkadőr            |                                                          | [ 3 ]           |
| 2025      | Robert Lantos          | producer             |                                                          | [ 3 ]           |